# Margarita Hickey
Margarita Hickey y Pollizzoni  (Palma de Mallorca, 1728<1753 - Madrid post. 3 de agosto de 1801) fue una poeta y traductora española de la Ilustración. 

## Biografía
Margarita Hickey y Pollizzoni nació en Palma de Mallorca, hija de Domingo Hickey, un capitán de dragones de ascendencia irlandesa, y de Ana Patricia Pellizzoni, excantante de ópera perteneciente a una familia de cantantes milaneses. Al poco de nacer, toda la familia se trasladó a Barcelona, luego instalándose en Madrid.
Casó a los 16 años en 1744 o 1763 con el hidalgo navarro Juan Antonio de Aguirre, mucho mayor que ella, ujier del infante Luis de Borbón, con él tuvo un hijo que falleció prematuramente. Adoptó a una niña María Teresa. Habiendo quedado viuda antes de 1779, no volvió a casarse, aunque tuvo desengaños amorosos, que lamentó en sus versos, plenos de intenso dolor y que firmó con los seudónimos de "Antonia Hernánda de Oliva", "Francisco Lelio Barriga" o con las iniciales M. H.
En 1759, entabló amistad literaria con Agustín de Montiano y Luyando, director de la Real Academia de la Historia y asiduo de la Academia del Buen Gusto reunida en torno a la marquesa de Sarriá. Esta amistad le permitió conectar con otros escritores de la época, especialmente con Vicente García de la Huerta.
En 1779, ya viuda, solicitó y obtuvo licencia para imprimir varias de sus composiciones aunque no salieron a la luz hasta una década más tarde. Quedaron inéditas sus traducciones de dos tragedias de Voltaire, Yazira y Alzira, así como una Descripción geográfica del orbe conocido.
Realizó testamento estando muy enferma el 3 de agosto de 1801 en Madrid.

## Análisis de su obra
En 1789, Hickey publicó el primer tomo de su obra Poesías varias sagradas, morales y profanas o amorosas, con dos poemas épicos en honor del capitán general don Pedro Cevallos y la traducción de Andrómaca de Racine. En su prólogo, consciente del juicio al que se vería sometida su obra, declaró: 
«Prevengo y con eso ingenuamente, que no he querido sujetar esta mi obrita al juicio y corrección de nadie; y que solamente me he dejado llevar en ella para disponerla del modo que está, de mi gusto, genio o capricho,(...) he desconfiado de la crítica de todos y he escogido por mi único juez al público el que sin embargo y a pesar de la ceguedad e ignorancia que se le atribuye, hace (como el tiempo) tarde o temprano justicia a todos».
Estas palabras muestran que tenía un conciencia nítida de su compromiso y de sus responsabilidades como escritora. Sabía que iba a ser criticada por ser mujer y actuar de acuerdo a su gusto particular subvirtiendo el orden social relativo a los roles femeninos. También fue combativo su prólogo a la traducción de Andrómaca donde defendía la moral y su definición del teatro como escuela pública. Tomó partido por los principios de la decencia y el decoro.
Su prólogo y las tres aprobaciones de diferentes autores son porque Hickey siente que debe defenderse por atreverse a escribir un poema épico sobre hazañas militares, ya que se sale de la lírica, género considerado más propio de las mujeres. Este poema en honor del capitán Cevallos es el poema principal y de un tono más serio del libro.
Su poesía amorosa está comprometida con la defensa de la mujer. En ella aconseja a las mujeres cómo conducirse en las relaciones con los hombres. A estos los desacredita acusándolos de inconstantes, infieles, desleales y crueles en sus relaciones con las mujeres. Es la más amplia muestra de literatura amorosa de una autora del siglo XVIII. Reflexiona sobre el amor virtuoso, las obligaciones de los amantes y los dolores de amor contrariado y no correspondido. Se ha querido ver un reflejo autobiográfico en su obra. En ellos utiliza convenciones sobre la naturaleza sentimental de las mujeres y su mayor constancia en el amor para recriminar la conducta masculina y construir una moral en positivo.

## Obra
Su obra, disponible en dominio público, se puede leer en el siguiente enlace:
- Poesías varias sagradas, morales y profanas o amorosas: con dos poemas épicos en elogio del Capitán General don Pedro Cevallos.